# Piercia lichenaria
Piercia lichenaria là một loài bướm đêm trong họ Geometridae.